# Inspekteur der Luftwaffe
L'Inspekteur der Luftwaffe (abbreviato: InspL e in italiano: Ispettore dell'Aeronautica Militare) è il comandante dell'aeronautica militare delle moderne forze armate tedesche, la Bundeswehr. L'ispettore è responsabile della prontezza del personale e del materiale nell'aeronautica militare tedesca, in tale funzione riferisce direttamente al ministro federale della difesa.

## Lista degli Inspekteur der Luftwaffe
| N° | Fotografia | Segretario generale                            | Insediamento     | Fine mandato      | Giorni              |
| -- | ---------- | ---------------------------------------------- | ---------------- | ----------------- | ------------------- |
| 1  |            | General Josef Kammhuber (1896–1986)            | 1 giugno 1957    | 30 settembre 1962 | 5 anni, 121 giorni  |
| 2  |            | Generalleutnant Werner Panitzki (1911–2000)    | 1 ottobre 1962   | 25 agosto 1966    | 3 anni e 328 giorni |
| 3  |            | Generalleutnant Johannes Steinhoff (1913–1994) | 2 settembre 1966 | 31 dicembre 1970  | 4 anni e 120 giorni |
| 4  |            | Generalleutnant Günther Rall (1918–2009)       | 1 gennaio 1971   | 31 marzo 1974     | 3 anni e 89 giorni  |
| 5  |            | Generalleutnant Gerhard Limberg (1920–2006)    | 1 aprile 1974    | 30 settembre 1978 | 4 anni, 182 giorni  |
| 6  |            | Generalleutnant Friedrich Obleser (1923–2004)  | 1 ottobre 1978   | 30 marzo 1983     | 4 anni e 180 giorni |
| 7  |            | Generalleutnant Eberhard Eimler (1930–)        | 1 aprile 1983    | 30 settembre 1987 | 4 anni, 182 giorni  |
| 8  |            | Generalleutnant Horst Jungkurth (1933–)        | 1 ottobre 1987   | 31 marzo 1991     | 3 anni e 181 giorni |
| 9  |            | Generalleutnant Hans-Jörg Kuebart (1934–2018)  | 1 aprile 1991    | 30 settembre 1994 | 3 anni e 182 giorni |
| 10 |            | Generalleutnant Bernhard Mende (1937–2004)     | 1 ottobre 1994   | 30 settembre 1997 | 2 anni, 364 giorni  |
| 11 |            | Generalleutnant Rolf Portz (1940–)             | 1 ottobre 1997   | 31 marzo 2001     | 3 anni e 181 giorni |
| 12 |            | Generalleutnant Gerhard W. Back (1944–)        | 1 aprile 2001    | 11 gennaio 2004   | 2 anni e 285 giorni |
| 13 |            | Generalleutnant Klaus-Peter Stieglitz (1947–)  | 12 gennaio 2004  | 29 ottobre 2009   | 5 anni e 290 giorni |
| 14 |            | Generalleutnant Aarne Kreuzinger-Janik (1950–) | 29 ottobre 2009  | 25 aprile 2012    | 2 anni e 179 giorni |
| 15 |            | Generalleutnant Karl Müllner (1956–)           | 25 aprile 2012   | 29 maggio 2018    | 6 anni e 34 giorni  |
| 16 |            | Generalleutnant Ingo Gerhartz (1965–)          | 29 maggio 2018   | in carica         | 2 480               |